# Luisangel Acuña
Luisangel José Acuña (* 12. März 2002 in Caracas) ist ein venezolanischer Baseballspieler der im Infield für die New York Mets in der Major League Baseball (MLB) spielt. Er gab sein MLB-Debüt im Jahr 2024.

## Familiärer Hintergrund
Acuña wuchs in La Sabana, Venezuela, auf und stammt aus einer Baseball-Familie. Sein Bruder Ronald Acuña Jr. ist Outfielder in der MLB bei den Atlanta Braves. Sein Vater Ronald Sr. spielte in den Minor Leagues für drei verschiedene Organisationen. 2022 wurde sein jüngerer Bruder Bryan von den Minnesota Twins unter Vertrag genommen.

## Karriere

### Minor League
Ursprünglich hatte er 2017 eine mündliche Vereinbarung mit den Atlanta Braves getroffen, aber aufgrund eines Transfer-Skandals wurden den Braves die Rechte entzogen, ihm einen Signing-Bonus zu zahlen. Daher kehrte Acuña auf den freien Markt zurück. Am 2. Juli 2018 unterzeichnete er einen Vertrag mit den Texas Rangers und erhielt einen Signing-Bonus von 425.000 US-Dollar.
Sein Debüt für die Rangers-Organisation gab Acuña 2019 bei den DSL Rangers in der Rookie Sommer League in der Dominikanischen Republik. Dort erzielte er zwei Home Runs, 29 Runs Batted In (RBIs) und 17 gestohlenen Bases. Für seine Leistung wurde er ins All-Star-Team der DSL berufen. Aufgrund der Absage der Minor-League-Saison wegen der COVID-19-Pandemie kam er 2020 in keinem Spiel zum Einsatz.
Die Saison 2021 verbrachte Acuña bei den Down East Wood Ducks in der Low-A. In 111 Spielen erzielte er 12 Home Runs, 74 RBIs und 44 gestohlenen Bases. Für seine Defensivleistungen wurde er als „Defender of the Year“ der Minor Leagues der Texas Rangers ausgezeichnet.
Acuña begann die Saison 2022 bei den Hickory Crawdads in der High-A und erzielte in 54 Spielen acht Home Runs, 29 RBIs und 28 gestohlenen Bases. Am 2. August wurde er zu den Frisco RoughRider in die Double-A befördert, wo er die Saison mit drei Home Runs, 18 RBIs und 13 gestohlenen Bases beendete. Nach der Saison spielte er in der Arizona Fall League für die Surprise Saguaros und wurde ins All-Star-Team der Liga gewählt.
Am 15. November 2022 nahmen die Rangers Acuña in ihren 40-Mann-Kader auf allerdings wurde er zu Beginn der Saison 2023 erneut nach Frisco in die Double-A geschickt.
Am 30. Juli 2023 tauschten die Rangers Acuña zu den New York Mets. Dort u. a. für Max Scherzer. Bei den Binghamton Rumble Ponies dem Double-A Team der New York Mets erzielte er in 37 Spielen zwei Home Runs, 12 RBIs und 15 gestohlenen Bases. Zu Beginn der Saison 2024 spielte er in der Triple-A für die Syracuse Mets, wo er als Second Baseman, Shortstop und Center Fielder eingesetzt wurde und die Mannschaft in gestohlenen Bases anführte. In 131 Spielen für Syracuse erzielte sieben Home Runs und 50 RBIs.

### Major League
Am 14. September 2024 wurde Acuña in die Major League berufen und debütierte am selben Tag gegen die Philadelphia Phillies. In diesem Spiel erzielte er seinen ersten MLB-Hit, einen Single ins Center Field gegen Taijuan Walker. Drei Tage später, am 17. September, schlug Acuña in einem Spiel gegen die Washington Nationals seinen ersten MLB-Home-Run gegen Joe La Sorsa und führte die Mets zu einem 10:1-Sieg. In der MLB-Saison 2024 bestritt er 14 Spiele und erzielte drei Home Runs und sechs RBIs.